# 北玉带胡同

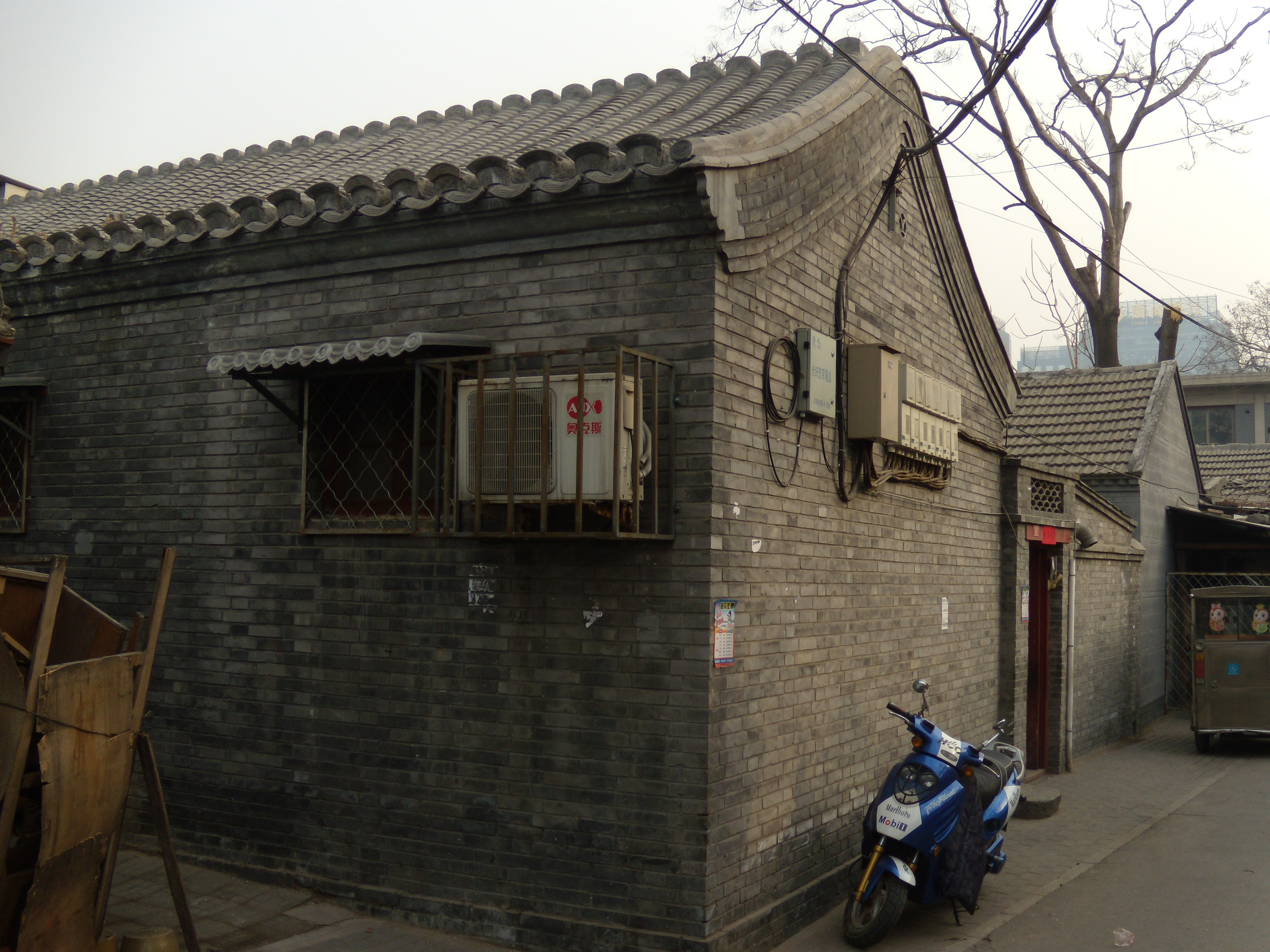
北玉带胡同内的民居

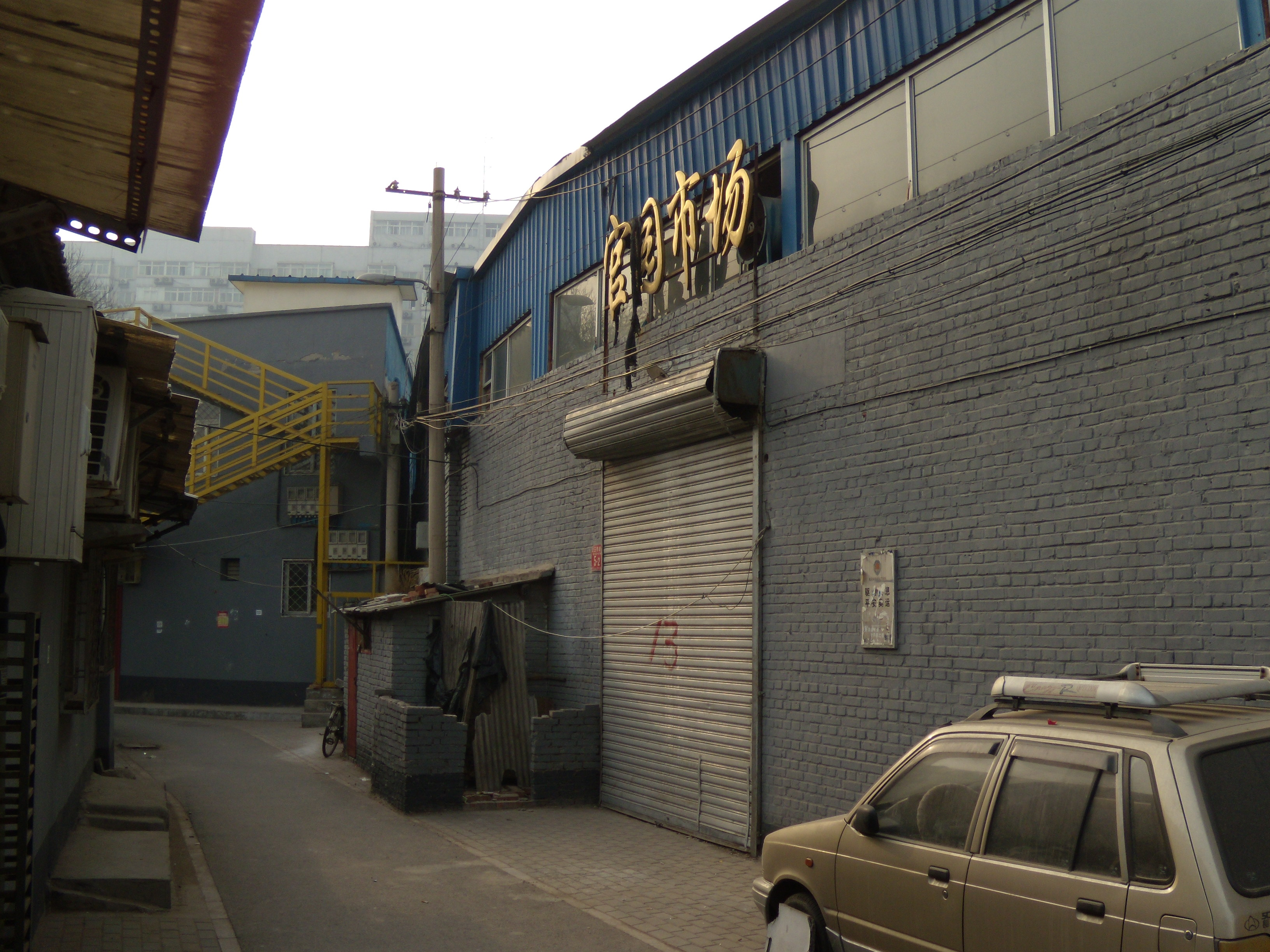
2013年拍摄的北玉带胡同内的官园市场旧址。

北玉带胡同是位于中国北京市西城区中部的一条胡同。

## 简介
北玉带胡同东起青塔胡同，西进南折至宫门口四条。中华民国时，始称“玉带胡同”。1965年，为区别于兵马司的玉带胡同，乃定名为“北玉带胡同”，沿用至今。
北玉带胡同内，原有藏传佛教寺院同福寺，现已无存。1980年代起，北玉带胡同以北开有官园市场，现已关张。